# Витебская возвышенность
Витебская возвышенность (бел. Ві́цебскае ўзвы́шша) — моренная возвышенность на северо-востоке Беларуси, также занимает небольшую часть Смоленской области.

## Географическое положение
Возвышенность граничит с Лучосской низиной на юге, Чашницкой равниной на юго-западе, Полоцкой низменностью на западе, Городокской возвышенностью на северо-западе, Суражской низиной на северо-востоке.
Протяжённость Витебской возвышенности с запада на восток — 63 км, с севера на юг — около 40 км. Площадь более 1900 км². Высшая точка — гора Горшева (295 м), находящаяся около деревни Горшево (Лиозненский район) в 15 км севернее районного центра.

## Геология
Возвышенность приурочена к Витебской мульде Оршанской впадины. Современный вид территория приобрела при отступлении ледника. Рельеф возвышенности — конечно-моренный, в виде сильно изрезанного плато. Центральная часть представляет собой мощное краевое образование с крупно- и среднехолмистым рельефом. Северо-западный массив характеризуется грядово-холмистой поверхностью, западный — холмисто-грядовыми камовыми массивами с котловинами озер термокарстового происхождения.
Фундамент поверхности отложений формового чехла образован из отложений верхнего протерозоя, представленных породами белорусской серии среднерифейского комплекса и вендского комплекса. Протерозойские отложения перекрыты девонскими отложениями известняков, доломитов и глин.
Толща антропогенного слоя, состоящая из 5—6 ледниковых комплексов, складывалась в период от Белорусского до Поозёрского (Валдайского) оледенений. В её состав входят супеси, моренные суглинки и межледниковые отложения (торф, супесь, песок). Мощность четвертичных отложений варьируется от 60 до 160 м.

## Гидрография
Озёра маленькие, наибольшие — Вымно и Яновичское.
Речная сеть относится к бассейну Западной Двины. Территорию возвышенности дренируют реки Лучоса (в нижнем течении), Витьба, Вымнянка (приток Каспли).

## Почвы и флора
Почвы дерново-подзолистые на вершинах моренных гряд и склонах, торфяно-болотные в межхолмистых понижениях и суффозиальных впадинах.
Под пашней занято около трети территории, лесами — 16 %; много лугов.
На территории возвышенности добывают глину, песок, доломиты, торф.